# Saaremaa Velotuur
Das Straßenradrennen Saaremaa Velotuur war ein estnischer Radsportwettbewerb, der als Etappenrennen seit 1957 auf der estnischen Insel Saaremaa veranstaltet wurde. Seit 2014 wird das Rennen wegen finanzieller Probleme nicht mehr ausgerichtet. Das Rennen hatte 55 Ausgaben und wurde lange Zeit vom ehemaligen Radrennfahrer Mihkel Räim organisiert.

## Palmarès
- 1957  Jaan Siiner
- 1958  Toivo Ladoga
- 1959  Arnold Perner
- 1960
- 1961
- 1962
- 1963  Tiit Thomas
- 1964  Rein Aru
- 1965  Allan Kivil
- 1966  Rein Aru
- 1967  Juri Koov
- 1968  Ilmar Mesi
- 1969  Eerik Valdu
- 1971  Enn Pulk
- 1972  Udo Laun
- 1973  Priidu Raak
- 1974  Ado Hein
- 1975  Mihkel Joosep
- 1976  Oleg Ljadov
- 1977  Arno Lääne
- 1978  Uno Porgand
- 1979  Aavo Pikkuus
- 1980  Runo Ruubel
- 1981  Mallor Tyrna
- 1982  Meeles Järvekülg
- 1983  Meeles Järvekülg
- 1984  Kalev Rosenthal
- 1985  Toni Vilu
- 1986  Andrei Starsow
- 1987  Toivo Suvi
- 1988  Tõnu Roosmäe
- 1989  Arvi Tammesalu
- 1990 nicht ausgetragen
- 1991  Lauri Aus
- 1992  Erki Pütsep
- 1993  Tonno Palm
- 1994  Andres Lauk
- 1996  Lauri Aus
- 1997  Mikko Elo
- 1998  Oskari Kargu
- 1999  Oskari Kargu
- 2000  Kjell Carlström
- 2001  Helmet Tamkõrv
- 2002
- 2003
- 2004  Indrek Rannama
- 2005
- 2006
- 2007
- 2008
- 2009
- 2010
- 2011  Mart Ojavee
- 2012  Mart Ojavee
- 2013